# La Ferrière (Centro-Valle della Loira)
La Ferrière è un comune francese di 290 abitanti situato nel dipartimento dell'Indre e Loira nella regione del Centro-Valle della Loira.

## Società

### Evoluzione demografica
Abitanti censiti